# Live in Japan
Live in Japan är ett livealbum av George Harrison, utgivet 1992. Det spelades in 1991 i Japan och är en dubbel-cd innehållande flera av George Harrisons Beatleshits och sololåtar. Bandet består av bland andra Eric Clapton som även hade idén att Harrison skulle göra en turné i Japan. Mellan Harrisons första livealbum, "The Concert for Bangladesh", och detta album ligger 20 år. Albumet var även det sista som utgavs under Harrisons livstid.
Konserten inspelades under december 1991 och blev Harrisons sista liveinspelning. Bland låtarna märks "Taxman", "Give Me Love (Give Me Peace on Earth)", "Something", "Piggies", "Got My Mind Set On You", "While My Guitar Gently Weeps" och "Old Brown Shoe".

## Låtlista
Alla låtar skrivna av George Harrison om inget annat anges
1. "I Want to Tell You" - 4:33
2. "Old Brown Shoe" - 3:50
3. "Taxman" - 4:15
4. "Give Me Love (Give Me Peace on Earth)" - 3:37
5. "If I Needed Someone" - 3:50
6. "Something" - 5:21
7. "What Is Life" - 4:47
8. "Dark Horse" - 4:20
9. "Piggies" - 2:56
10. "Got My Mind Set on You" (Rudy Clark) - 4:56
11. "Cloud 9" - 4:22
12. "Here Comes the Sun" - 3:31
13. "My Sweet Lord" - 5:41
14. "All Those Years Ago" - 4:26
15. "Cheer Down" - 3:53
16. "Devil's Radio" - 4:24
17. "Isn't It a Pity" - 6:32
18. "While My Guitar Gently Weeps" - 7:08
19. "Roll over Beethoven" (Chuck Berry) - 4:45